# Spółgłoska ejektywna
Spółgłoska ejektywna, dawniej abruptywna, rzadziej nazywana półdźwięczną – bezdźwięczna spółgłoska zwarta, szczelinowa lub zwarto-szczelinowa, przy której artykulacji powietrze wyrzucane jest przez gwałtowne   uniesienie zamkniętej  krtani, a nie poprzez wydech.
Daje to (jeżeli spółgłoska jest zwarta lub zwarto-szczelinowa)  charakterystyczny efekt kliknięcia (lub rozerwania), a w przypadku spółgłoski szczelinowej krótszą, bardziej „napiętą” artykulację. Spółgłoski ejektywne pospolite są w językach kaukaskich, afroazjatyckich (np. w amharskim) i indiańskich (np. maja, na-dene, salisz i wakasz).
Zgodnie z kontrowersyjną teorią glottalną język praindoeuropejski nie dysponował spółgłoskami dźwięcznymi, lecz ejektywnymi.

## Przykłady
- spółgłoska zwarta ejektywna dwuwargowa
- spółgłoska zwarta ejektywna dziąsłowa
- spółgłoska zwarta ejektywna podniebienna
- spółgłoska zwarta ejektywna miękkopodniebienna
- spółgłoska zwarta ejektywna języczkowa